# Paolo Vaccari
Paolo Vaccari (Calvisano, 15 de enero de 1971) es un exjugador italiano de rugby que se desempeñaba mayoritariamente como centro.
Actualmente es un dirigente de la Federazione Italiana Rugby.
Formó parte del equipo italiano campeón de Europa en 1997.

## Carrera
Natural de Calvisano (Brescia), se formó en el equipo de su ciudad, el Rugby Calvisano, con el que hizo su debut en la máxima división del campeonato italiano en 1989 en Padua contra el Petrarca.
Con el club bresciano jugó durante 6 temporadas consecutivas, dos de ellas en la A-2, antes de cambiarse al AC Milan (que era como se llamaba por aquel entonces el Amatori Milano), consiguiendo en la temporada 1994-1995 el doblete al ganar el Scudetto y la Copa de Italia.
Cuando decide el cambio de equipo ya había debutado con la Selección Italiana, convocado por Bertrand Fourcade para la gira estival en Namibia de 1991, donde jugaría dos partidos contra los namibios en el puesto de wing. Ese mismo año acudiría también a Inglaterra para jugar el Mundial de 1991.
Es llamativo como a lo largo de su carrera como internacional azzurro ha jugado tanto como wing, como centro o como fullback.
En 1995, tras jugar dos temporadas en Milán, regresó al Calvisano y ese mismo verano viajaría a Sudáfrica para jugar el Mundial de 1995 bajo la dirección del seleccionador Georges Coste.
Pero uno de los episodios más importantes en la carrera de Vaccari, y del rugby italiano, llegaría el 22 de marzo de 1997 en Grenoble. Formó parte del equipo que ganó el Trofeo FIRA al ganar en la final a Selección de rugby de Francia por 40-32: él mismo fue el autor del último ensayo, que con la posterior transformación de Domínguez supuso el 40-20 y la tranquilidad a falta de cinco minutos para el final del partido.
En febrero de 1998 fue invitado para jugar con los Barbarians un partido contra el Leicester el 17 de marzo de ese mismo año (anotando el ensayo que daría la victoria a los Barbarians).
Pero a finales de 1998 una lesión lo mantendría alejado de los terrenos de juego durante cerca de un año, regresando a la Selección italiana para jugar, convocado por el seleccionador Massimo Mascioletti, el Mundial de 1999 de Gales. Desgraciadamente, sufre un accidente teóricamente banal que le impedirá jugar en la primera edición de Italia en el Seis Naciones en el 2000. Estos problemas físicos lastrarán el resto de su carrera como internacional ya que tuvo que operarse del hueso escafoides en dos ocasiones y otra de la rodilla.
Regresaría a la Selección a finales de 2001, con Brad Johnstone, y jugaría el Seis Naciones de 2002. En la edición del años siguiente disputaría su último partido como internacional, contra Escocia, cerrando una carrera como Azzurro con 64 partidos y 22 ensayos (para un total de 107 puntos).
En 2003 acabó la carrera de Arquitectura en el Politécnico de Milán junto con su compañero de Selección Massimo Giovanelli.
En la temporada 2003-2004 conquista la Copa de Italia con el Calvisano y en la temporada siguiente, en lo que sería su quinta final del campeonato italiano, consigue su primer y único título con su equipo de toda la vida y el segundo de su carrera; al finalizar la temporada siguiente, la 2005-2006, tras la derrota en su sexta final consecutiva en seis años contra la Benetton Treviso en Monza, decide anunciar su retirada como jugador.
Consejero de la Federazione Italiana Rugby desde 2004, elegido por los jugadores, en las elecciones de 2008 volvió a salir elegido dentro del Collegio Revisori del Conti.

### Participaciones en Copas del Mundo
Disputó la Copa Mundial de Inglaterra 1991 saliendo de titular en los tres partidos que jugaron los italianos, siendo eliminados en primera fase. Cuatro años más tarde en Sudáfrica 1995 marcó un try en cada partido de los tres que disputó, eliminados nuevamente en fase de grupos. Jugó su último Mundial en Gales 1999 donde no marcó ningún try e Italia no pasó la primera fase.
| Mundial                       | Sede       | Resultado    | PJ | Tries |
| ----------------------------- | ---------- | ------------ | -- | ----- |
| Copa Mundial de Rugby de 1991 | Inglaterra | Primera fase | 3  | 1     |
| Copa Mundial de Rugby de 1995 | Sudáfrica  | Primera fase | 3  | 3     |
| Copa Mundial de Rugby de 1999 | Gales      | Primera fase | 3  | 0     |

## Palmarés
- Copa FIRA: 1
Italia: 1995-1997
- Campeonatos italianos: 2
AC Milan: 1994-1995
Rugby Calvisano: 2004-2005
- Copas de Italia: 2
AC Milan: 1994-1995
Rugby Calvisano: 2003-2004